# Aircrack-ng
Aircrack-ngは、検出機、パケットスニファ、 WEPおよびWPA / WPA2-PSKクラッカー、802.11無線LAN用の分析ツールで構成されるネットワークソフトウェア群である。モニターモードと802.11a、802.11b、802.11g規格に対応したワイヤレスネットワークインターフェースコントローラーが動作に必要である。このプログラムは、Linux、FreeBSD、macOS、OpenBSD 、およびWindowsで動作する。 LinuxバージョンはOpenWrt用にパッケージ化されており、Android 、Zaurus PDA、およびMaemoにも移植されている。概念実証ポートがiPhone用に作成された。
2007年4月、ドイツのダルムシュタット工科大学のチームは、 AdiShamirがRC4暗号について発表した論文に基づいて新しい攻撃方法を開発した。 「PTW」という名前のこの新しい攻撃は、WEPキーを復号するために必要な初期化ベクトルまたはIVの数を減らし、0.9リリース以降aircrack-ngに含まれている。
Aircrack-ngは、元のAircrackプロジェクトのフォークである。これは、同じプロジェクト（Debian）で開発されているため、共通の属性を共有するKali LinuxやParrotなど、セキュリティに重点を置いた多くのLinuxディストリビューションにプリインストールされたツールとして見つけることができる。

## 特徴
aircrack-ngソフトウェア群には次のものが含まれている。
| 名前           | 説明 |
| -------------- | --- |
| aircrack-ng    | WEPキーをFMS攻撃、PTW、Korek、辞書攻撃でクラックする。 また、WPA/WPA2-PSKを辞書攻撃する。               |
| airdecap-ng    | 既知のキーを使用してWEPまたはWPA暗号化キャプチャファイルを復号する。                                    |
| airmon-ng      | 異なるカードをモニターモードにする。                                                                    |
| aireplay-ng    | パケットインジェクター（Linux、およびCommViewドライバーを備えたWindows）。                              |
| airodump-ng    | パケットスニファ：エアトラフィックをpcapまたはIVSファイルに配置し、ネットワークに関する情報を表示する。 |
| airtun-ng      | 仮想トンネルインターフェースクリエーター。                                                              |
| packetforge-ng | インジェクション用の暗号化されたパケットを作成する。                                                    |
| ivstools       | マージおよび変換するツール。                                                                            |
| airbase-ng     | アクセスポイントではなく、クライアントを攻撃するための手法を組み込んでいる。                            |
| airdecloak-ng  | pcapファイルからWEPクローキングを削除する。                                                             |
| airolib-ng     | ESSIDとパスワードのリストを保存および管理し、ペアワイズマスターキーを計算する。                         |
| airserv-ng     | 他のコンピュータからワイヤレスカードにアクセスできる。                                                  |
| buddy-ng       | easside-ngのためのヘルパーサーバー、リモートコンピューターで実行。                                      |
| easside-ng     | WEPキーを使用せずにアクセスポイントと通信するためのツール。                                             |
| tkiptun-ng     | WPA/TKIP攻撃ツール。                                                                                    |
| wesside-ng     | WEPキー回復のための自動ツール。                                                                         |